# Nahverkehr im Tecklenburger Land
Der öffentliche Personennahverkehr im Tecklenburger Land besteht aus einem Bahnsystem mit RB-Zügen sowie einem Regionalbussystem mit SchnellBus-, RegioBus- und TaxiBus-Linien. Hinzu kommen Linien in unregelmäßigem Takt, wie Schulbus- oder BürgerBus-Linien. Der Fokus der Schnell- und Regionalbuslinien liegt dabei auf der Anbindung des Tecklenburger Landes an das Oberzentrum Osnabrück. Verbindungen nach Münster und Rheine sind hingegen schwach ausgeprägt.
Der Nahverkehr im Schienennetz wird durch die WestfalenBahn und NordWestBahn abgedeckt. Der Busverkehr erfolgt durch die Regionalverkehr Münsterland GmbH. Eine Besonderheit im Nahverkehr stellt die Grenzlage zu Niedersachsen dar. So gibt es Sonderregelungen in den Tarifen, wie z. B. beim Niedersachsenticket, beim SchönerTagTicket NRW oder dem Münsterland-Tarif, die für Fahrten nach oder von Osnabrück ebenfalls gültig sind. Zudem wird in der Regel der Nahverkehr an Fronleichnam und Allerheiligen (kein gesetzlicher Feiertag in Niedersachsen) wie an einem Werktag in Richtung Osnabrück behandelt.

## Schienenverkehr

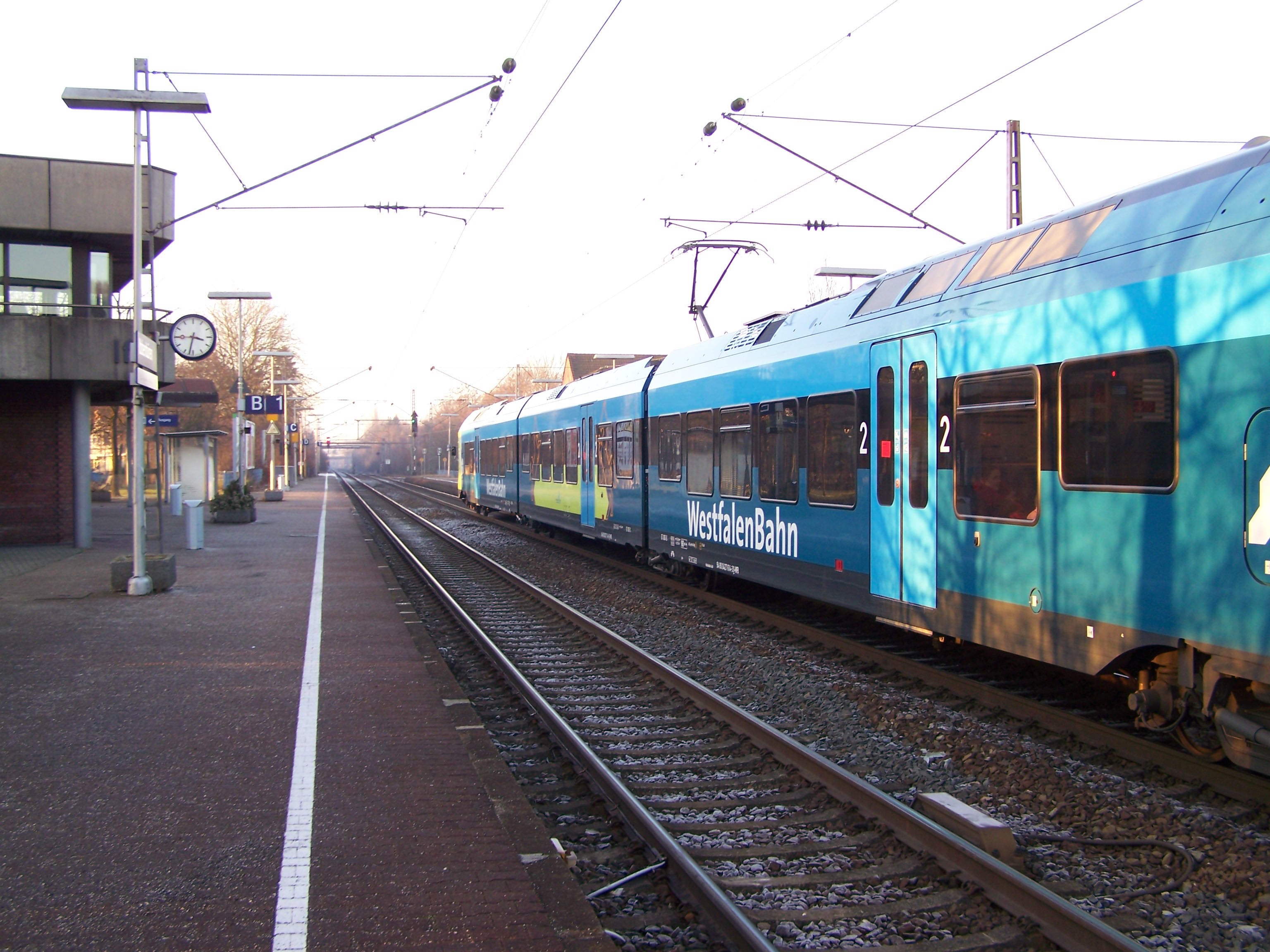
Zug der Westfalenbahn im Bahnhof Ibbenbüren

Der Schienenverkehr im Tecklenburger Land besteht aus zwei Hauptstrecken und mehreren Regionalstrecken, die sowohl für den Personen- als auch für den Güterverkehr von Bedeutung sind. Bei den Hauptstrecken handelt es sich um die Trassen Bahnstrecke Wanne-Eickel–Hamburg und Bahnstrecke Löhne–Rheine, die auch im Fernverkehr stark frequentiert sind. Im Regionalverkehr sind besonders die Strecken Bahnstrecke Oldenburg–Osnabrück und die der Tecklenburger Nordbahn zu nennen. Das Tecklenburger Land ist insgesamt eisenbahnverkehrstechnisch sehr dicht erschlossen. Kaum ein Ort lag vor der Stilllegung von Eisenbahnstrecken weit davon entfernt.

### Bahnstrecke Wanne-Eickel–Hamburg
Die Strecke verläuft im Südwesten durch die Stadt Lengerich und Ortsteil Kattenvenne der Gemeinde Lienen. Sie ist eine der wichtigsten Eisenbahnstrecken in Deutschland. Der Lengericher Tunnel ist der nördlichste Mittelgebirgstunnel Deutschlands und wird zur Unterführung des Teutoburger Waldes genutzt. Diese Anlage ist zugleich der einzige Tunnel dieser zweigleisigen und mit einer Oberleitung elektrifizierten Bahntrasse. Die Trassenführung der Bahnstrecke Wanne-Eickel–Hamburg verläuft über Köln – Ruhrgebiet – Münster – Lengerich – Osnabrück – Bremen – Hamburg.
- Bahnhöfe/Haltepunkte: Lengerich (Westf), Kattenvenne

### Bahnstrecke Löhne–Rheine
Die Bahnstrecke Löhne–Rheine wird als Teilstück der Strecke Amsterdam–Berlin gesehen. Sie ist eine zweigleisige, elektrifizierte Strecke und zählt ebenfalls zu einer der wichtigsten Bahnstrecken im deutschen Bahnnetz. An ihr befinden sich viele Anschlüsse für Firmen oder Abzweigungen. Dies sind der Hafen Uffeln, die Werkseisenbahnstrecke der DSK Anthrazit Ibbenbüren (Bergwerk Ibbenbüren) oder die Teutoburger Wald-Eisenbahn, die am Bahnhof Ibbenbüren abzweigt.
- Bahnhöfe/Haltepunkte: Hörstel, Ibbenbüren-Esch, Ibbenbüren, Ibbenbüren-Laggenbeck
  - ehemalige Bahnhöfe/Haltepunkte: Velpe, Lotte

### Bahnstrecke Oldenburg–Osnabrück
Diese Bahnstrecke führt vom Osnabrück Hauptbahnhof nach Wilhelmshaven über Oldenburg. Im Bereich der Gemeinde Lotte streift sie das Tecklenburger Land. Die Bahnstrecke gehört zum Besitz der Deutschen Bahn. Die Personenbeförderung übernimmt seit November 2000 die NordWestBahn. Die Trasse ist eingleisig und nicht elektrifiziert.
- Bahnhöfe/Haltepunkte: Halen

### Tecklenburger Nordbahn

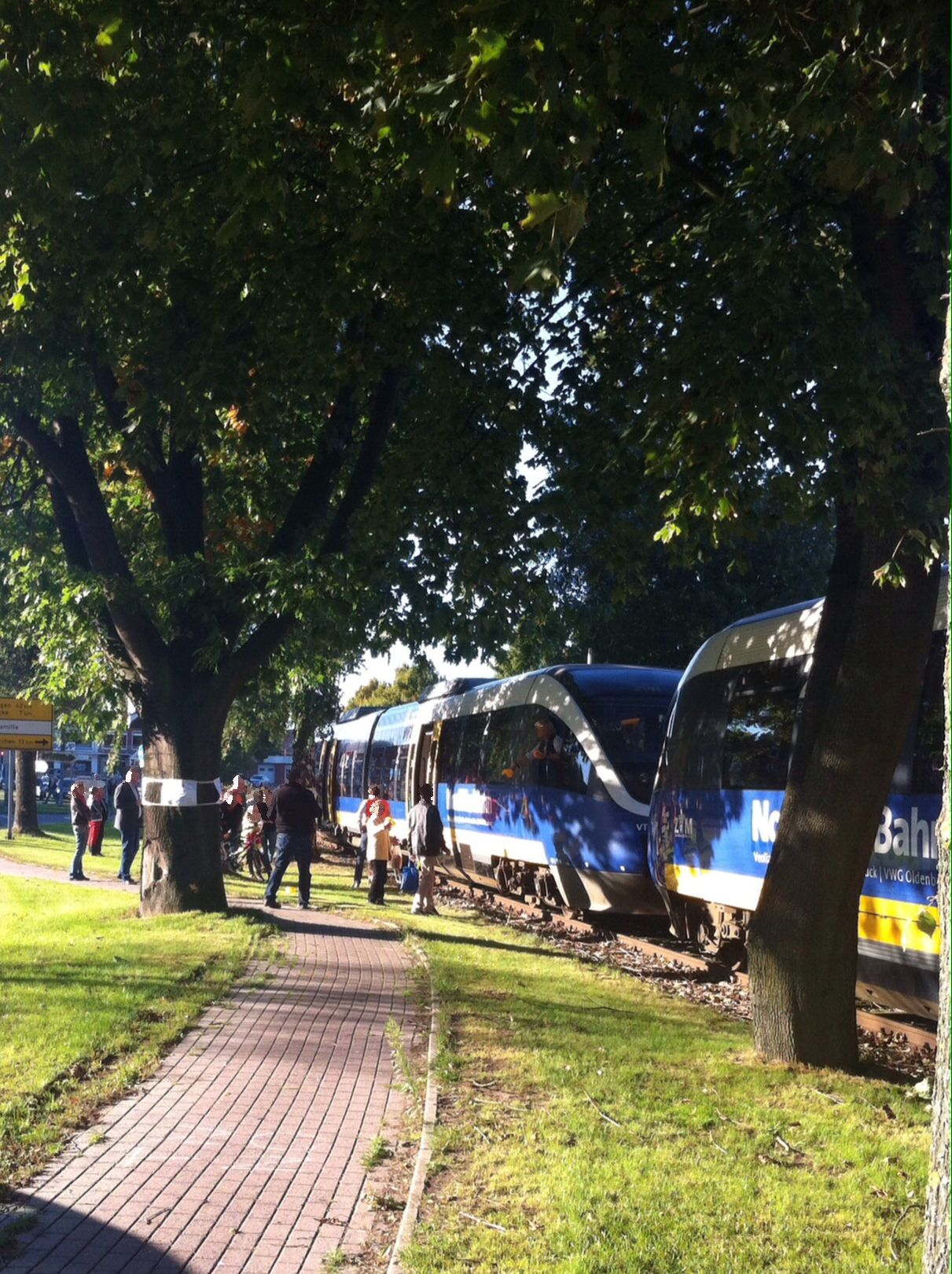
Probefahrt der NordWestBahn am provisorischen Haltepunkt Mettingen in Richtung Recke.

Die Bahnstrecke erschließt mit ihrem Verlauf über Osnabrück – Westerkappeln – Mettingen – Recke – Rheine das nördliche Tecklenburger Land. Eine Reaktivierung des Streckenabschnittes Recke – Osnabrück für den Personenverkehr ist derzeit im Gespräch. Die Trasse ist eingleisig und nicht elektrifiziert. Der Güterverkehr ist seit Dezember 2012 größtenteils eingestellt worden. Die Strecke befindet sich seit 2014 im Auslaufbetrieb ohne regelmäßige Nutzung, dennoch finden regelmäßig Fahrten von Museumsbahnen statt.
- Bahnhöfe/Haltepunkte: Uthuisen, Ostenwalde, Uffeln, Zumwalde (Obersteinbeck), Bad Steinbeck, Recke, Schlickelde, Mettingen, Westerkappeln, Wersen

### Bahnstrecke Ibbenbüren–Hövelhof
Die Bahnstrecke Ibbenbüren–Hövelhof verläuft über Ibbenbüren – Tecklenburg – Lengerich – Bad Iburg – Gütersloh. Die Strecke ist seit 2010 abschnittsweise für den Verkehr zwischen Brochterbeck und Tecklenburg gesperrt. Im weiteren Verlauf gibt es weitere Unterbrechungen um Bad Iburg, sodass momentan ausschließlich Pendelfahrten der Museumsbahn stattfinden. Schuld waren mehrere Abrutschungen der Strecke infolge des Hochwassers im August 2010. Es gibt Bestrebungen des Eigentümers TWE, die Strecke stillzulegen. Dies ist aber nur möglich, wenn sich kein Käufer für die Strecke findet. Im Verkaufsfall wäre TWE gezwungen, die Strecke verkehrstüchtig zu übergeben. Es gab bereits konkrete Kaufinteressenten und die Idee, die Strecke als Museumsbahn zur Landesgartenschau in Bad Iburg 2018 zu reaktivieren. Die eingleisige Trasse ist nicht elektrifiziert.
- Bahnhöfe/Haltepunkte: Ibbenbüren, Ibbenbüren-Aasee, Brochterbeck, Tecklenburg, Lengerich-Stadt, Lengerich-Hohne, Höste, Lienen.
  - Abzweig in Brochterbeck zum Kanalhafen Saerbeck in Ibbenbüren-Dörenthe.

### Stillgelegte Eisenbahnstrecken
Perm-Bahn
Sie verband den Permer Stollen mit dem Bahnhof Hasbergen. Von 1885 bis 1921 transportierte sie Erze der Erzgruben Zeche Perm nach Hasbergen und von dort weiter zum Stahlwerk in Georgsmarienhütte. Von 1944 bis 1949 diente sie als Umgehungsbahn für das durch Bomben zerstörte Osnabrück.
Schleppbahn
Sie verband die einzelnen Erzgruben in Ibbenbüren und Laggenbeck mit der Perm-Bahn über den Permer Stollen.

## Aktuelles Angebot

### Schienenverkehr
Im Tecklenburger Land gibt es zwei zentrale Umsteigeknoten für den Schienen- und Busverkehr. Dabei handelt es sich um die Bahnhöfe in Ibbenbüren und Lengerich. An diesen Punkten besteht in Ibbenbüren der Anschluss an die Wiehengebirgs-Bahn (RB 61) und in Lengerich an die Teuto-Bahn sowie den Rhein-Haard-Express. Insgesamt gibt es 7 Bahnhöfe bzw. Haltepunkte im Streckennetz. Zudem lässt sich in Ibbenbüren die Wiehengebirgs-Bahn zum schnellen Durchqueren der Stadt nutzen. Das Netz umfasst folgende Linien:
| Linie       | Linienbezeichnung        | Linienverlauf |
| ----------- | ------------------------ | --- |
| RE 18       | Oldenburger Südbahn      | (Wilhelmshaven / Oldenburg (Oldb) –) Halen (– Osnabrück)                                                                                   |
| RE 58       | Hasenbahn / Schusterbahn | (Delmenhorst / Bremen –) Halen (– Osnabrück)                                                                                               |
| RE 60 RB 61 | Wiehengebirgsbahn        | Rheine – Hörstel – Ibbenbüren-Esch – Ibbenbüren – Laggenbeck – Osnabrück                                                                   |
| RB 66       | Teuto-Bahn               | (Münster–) Kattenvenne – Lengerich (– Osnabrück)                                                                                           |
| RE 2        | Rhein-Haard-Express      | (Düsseldorf – Duisburg – Essen – Gelsenkirchen – Recklinghausen – Dülmen – Münster–) Kattenvenne (zweistündlich) – Lengerich (– Osnabrück) |

(Stand: Dezember 2019)

### Regionalbusverkehr

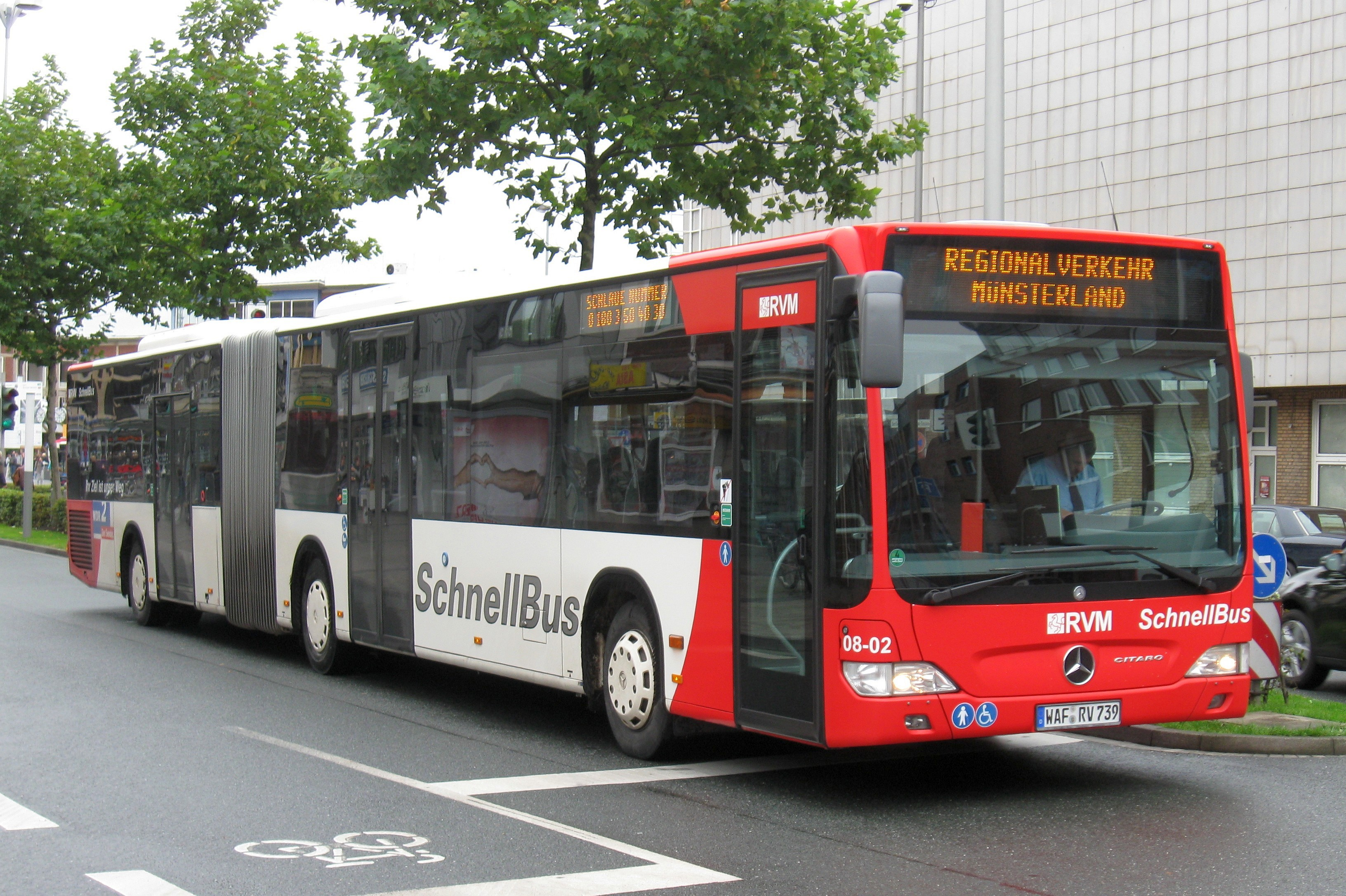
Schnellbus der RVM-Flotte.

Der Regionalbusverkehr im Tecklenburger Land setzt sich aus SchnellBus- und RegioBus-Linien zusammen. Diese verknüpfen die Städte und Gemeinden miteinander und bedienen zusätzlich den Ortsverkehr. Die Regionalbuslinien verbinden zudem die Region mit den beiden Städten Osnabrück und Rheine. Die Busverbindungen nach Münster nehmen insgesamt eine untergeordnete Rolle ein und erfolgen, aufgrund der Entfernung, durch den Schienenverkehr. Das Regionalangebot wird durch TaxiBus-Linien erweitert. Diese Linien verfügen zwar über einen geplanten regelmäßigen Fahrplan, verkehren aber nur auf vorherige telefonische Anmeldung zu den angegebenen Zeiten. Das Regionalbusnetz besteht aus folgenden Linien:
| Linie | Linienweg                                                                                         |
| ----- | ------------------------------------------------------------------------------------------------- |
| S10   | Recke – Mettingen – Westerkappeln (– Osnabrück)                                                   |
| S50   | Ibbenbüren (– Saerbeck / FMO / Münster)                                                           |
| R15   | Ibbenbüren – Westerkappeln – Lotte (- Osnabrück)                                                  |
| R16   | Westerkappeln – Wersen (Lotte) (– Osnabrück)                                                      |
| R20   | Mettingen – Laggenbeck (Ibbenbüren) – Ibbenbüren                                                  |
| R24   | Mettingen – Bockraden (Ibbenbüren) – Ibbenbüren                                                   |
| R26   | Ibbenbüren – Steinbeck (Recke) – Recke                                                            |
| R41   | Lotte – Osterberg (Lotte) – Leeden (Tecklenburg) – Lengerich                                      |
| R45   | Ibbenbüren – Tecklenburg – Lengerich                                                              |
| R46   | Lengerich – Lienen (– Bad Iburg)                                                                  |
| R51   | Lengerich – Ladbergen (– FMO / Greven / Münster)                                                  |
| R63   | Ibbenbüren – Riesenbeck (Hörstel) – Bevergern (Hörstel) (– Rheine)                                |
| R93   | Bevergern (Hörstel) (– Rodde / Rheine)                                                            |
| T12   | Hopsten – Recke (– S10 Osnabrück)                                                                 |
| T28   | Bad Steinbeck (Recke) – Uffeln (Ibbenbüren) – Ibbenbüren                                          |
| T29   | Recke – Bad Steinbeck (Recke) – Zumwalde (Recke) – Uffeln (Ibbenbüren) – Püsselbüren (Ibbenbüren) |
| T44   | Ibbenbüren – Ledde (Tecklenburg) – Tecklenburg – Leeden (Tecklenburg)                             |
| T46   | Lienen (– Bad Iburg)                                                                              |
| T60   | Bevergern (Hörstel) – Riesenbeck (Hörstel) – Hörstel                                              |
| T290  | Ibbenbüren - Laggenbeck Süd (Ibbenbüren)                                                          |

(Stand: Januar 2022)

### Ortsnetze
Ein ausgedehntes Netz für den Ortsverkehr ist in den Städten und Gemeinden im Tecklenburger Land nicht vorhanden. Diese Aufgabe übernimmt das Regionalbussystem, das in den jeweiligen Ortsnetzen eingebunden ist. Lediglich in Ibbenbüren, Lengerich und Lotte gibt es Buslinien, die regelmäßig innerhalb der Gemeinde verkehren. Hinzu kommen eine Vielzahl von unregelmäßigen Buslinien, die überwiegend den Schulverkehr bedienen. Es existieren folgende regelmäßige Buslinien:
| Linie    | Linienweg                                                       |
| -------- | --------------------------------------------------------------- |
| 223 T223 | Osterberg (Lotte) – Wersen (Lotte) – Halen (Lotte)              |
| 228      | Ibbenbüren – Püsselbüren (Ibbenbüren) – Dickenberg (Ibbenbüren) |
| 230      | Ibbenbüren – Langewiese (Ibbenbüren)                            |
| 234      | Ibbenbüren – Aaseebad (Ibbenbüren)                              |
| T40      | Lengerich                                                       |
| T290     | Ibbenbüren – Laggenbeck (Ibbenbüren)                            |

(Stand: März 2016)

### BürgerBus
Die Gemeinden Westerkappeln, Mettingen und Lienen betreiben ein BürgerBus-Netz mit mehreren Touren. Die Netze in Westerkappeln und Mettingen erstrecken sich über das jeweilige Gemeindegebiet und decken den Ortsverkehr ab. Eine überregionale Verbindung schafft der BürgerBus B4 von Lienen nach Glandorf. Die Touren sind teilweise an feste Wochentage gebunden und verkehren in einem unregelmäßigen Takt. Das Busnetz besteht aus folgenden Touren:
| Linie | Linienweg                                                          |
| ----- | ------------------------------------------------------------------ |
| B1    | Westerkappeln – Velpe (Westerkappeln) – Schafberg (Westerkappeln)  |
| B1    | Westerkappeln – Seeste (Westerkappeln)                             |
| B1    | Westerkappeln – Schafberg (Westerkappeln) – Metten (Westerkappeln) |
| B3    | Mettingen Nord – Mettingen Zentrum – Mettingen Süd                 |
| B4    | Lienen – Kattenvenne (Lienen) (– Schwege – Glandorf) – Lienen      |

(Stand: Februar 2020)

### Nachtverkehr

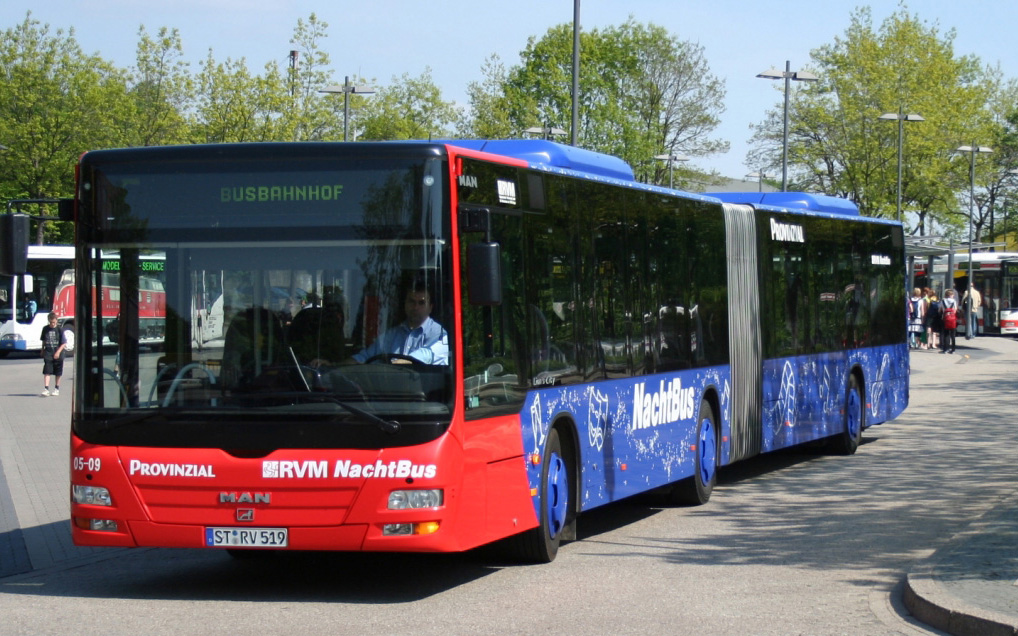
Nachtbus der RVM im Tecklenburger Land.

Im nördlichen Tecklenburger Land wird der Spät- bzw. Nachtverkehr durch NachtBus-Linien abgedeckt. Diese Fahrten finden regelmäßig am Wochenende von Samstagabend, ca. 18:00 Uhr, bis Sonntagmorgen, ca. 4:00 Uhr, statt. Dabei handelt es sich um Linien, die um die Stadt Ibbenbüren verkehren und von dort eine Verbindung nach Osnabrück, Münster und Rheine schaffen.
| Linie | Linienweg                                                                                       |
| ----- | ----------------------------------------------------------------------------------------------- |
| N9    | Ibbenbüren (– Saerbeck / Greven / Münster)                                                      |
| N16   | Ibbenbüren – Riesenbeck (Hörstel) – Bevergern (Hörstel) – Hörstel (– Rheine)                    |
| N19   | Ibbenbüren – Laggenbeck (Ibbenbüren) – Mettingen – Westerkappeln – Wersen (Lotte) (– Osnabrück) |
| N28   | Ibbenbüren – Dickenberg (Ibbenbüren) – Steinbeck (Recke) – Recke                                |

(Stand: März 2016)

### Freizeitbus
Vom Frühling bis in den Herbst hinein bieten sowohl die Regionalverkehr Münsterland GmbH (RVM), die Westfalenbus GmbH (WB), als auch die Verkehrsgemeinschaft Osnabrück (VOS) einen Freizeitbus an. Dabei handelt es sich um Linien, die das Gebiet um die Stadt Tecklenburg und das nördliche Tecklenburger Land bedienen. Einige der Linien bieten zusätzlich einen Fahrradanhänger an. Die Fahrten finden in der Regel nach Plan an Wochenenden ab Mai bis Oktober statt.
| Linie | Linienweg |
| ----- | --- |
| F10   | Hörstel – Riesenbeck (Hörstel) – Dörenthe (Ibbenbüren) – Ibbenbüren – Mettingen – Westerkappeln – Wersen (Lotte) – Büren (Lotte) (– Osnabrück) |
| FB    | (Osnabrück / Hasbergen / Natrup-Hagen –) Leeden (Tecklenburg) – Ledde (Tecklenburg) – Tecklenburg                                              |

Bezeichnung FB als Abkürzung für die offizielle Bezeichnung Freizeitbus Tecklenburg
(Stand: März 2016)

## Zukunft

### Tecklenburger Nordbahn

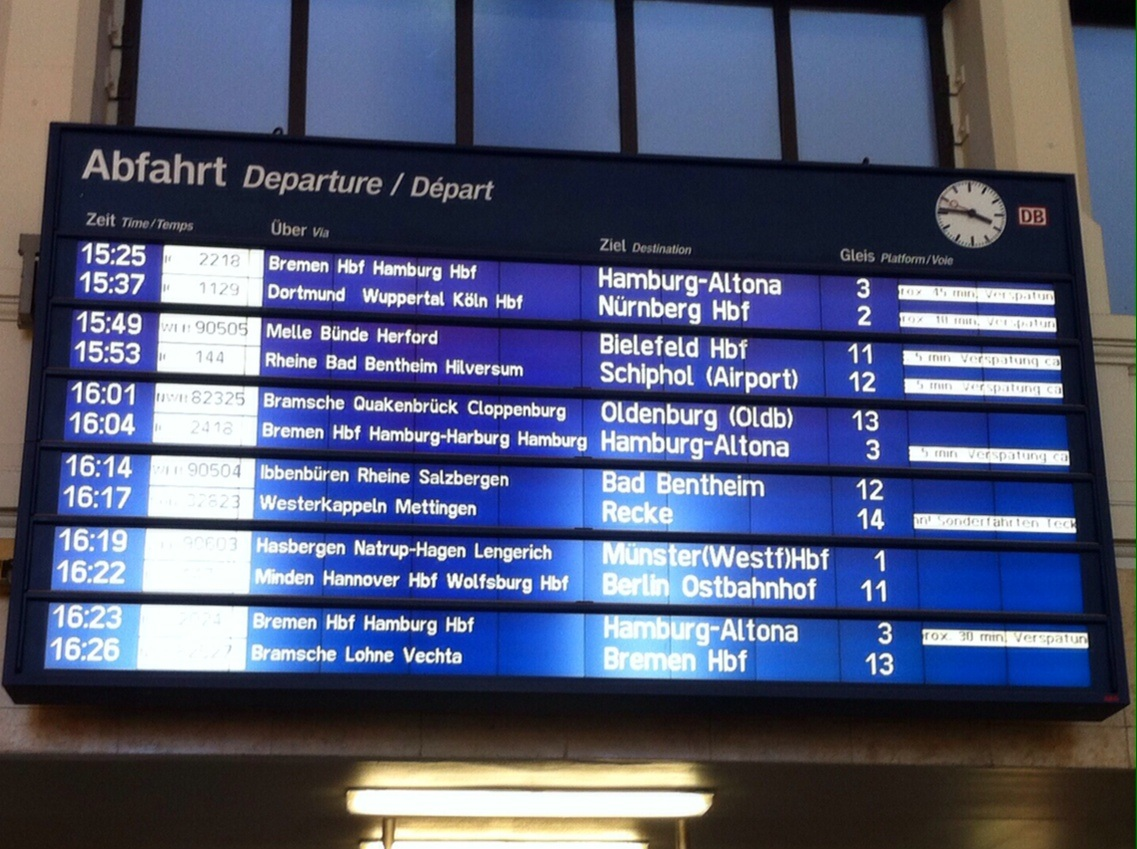
Anzeigetafel im Bahnhof Osnabrück zur Sonderfahrt der Tecklenburger Nordbahn nach Recke.

Die zukünftige Entwicklung des Nahverkehrs im nördlichen Tecklenburger Land hängt maßgeblich von den Entscheidungen der kommunalen Politik ab. Es bestehen Bestrebungen des Kreises Steinfurt zur Reaktivierung der Tecklenburger Nordbahn für den Personennahverkehr. Der Kreis möchte eine schnelle Anbindung an die Stadt Osnabrück schaffen, da die heutige Schnellbusverbindung von unwägbaren Straßenverkehrseinflüssen abhängt. Mit Sicht auf die Schließung der Zeche Ibbenbüren soll so erreicht werden, dass die anliegenden Ortschaften Recke, Mettingen, Westerkappeln und Wersen für Berufstätige (Pendler) als Wohnorte attraktiv bleiben. Demgegenüber stehen Reaktivierungs- und Unterhaltungskosten in Millionenhöhe.

### Teutoburger-Wald-Eisenbahn
Die Strecke Bahnstrecke Ibbenbüren–Hövelhof ist von der Stilllegung bedroht. Über viele Jahre sind nötige Investitionen in das Netz zwischen Ibbenbüren und Versmold ausgeblieben. Folge sind Unterbrechungen der Trasse bei Bad Iburg und Tecklenburg. Die Strecke bietet insgesamt ein hohes touristisches Potential, für das Osnabrücker und Tecklenburger Land. Zudem hat es erste Gespräche über einen Verkauf der Trasse gegeben.

### Bahnhof Lotte

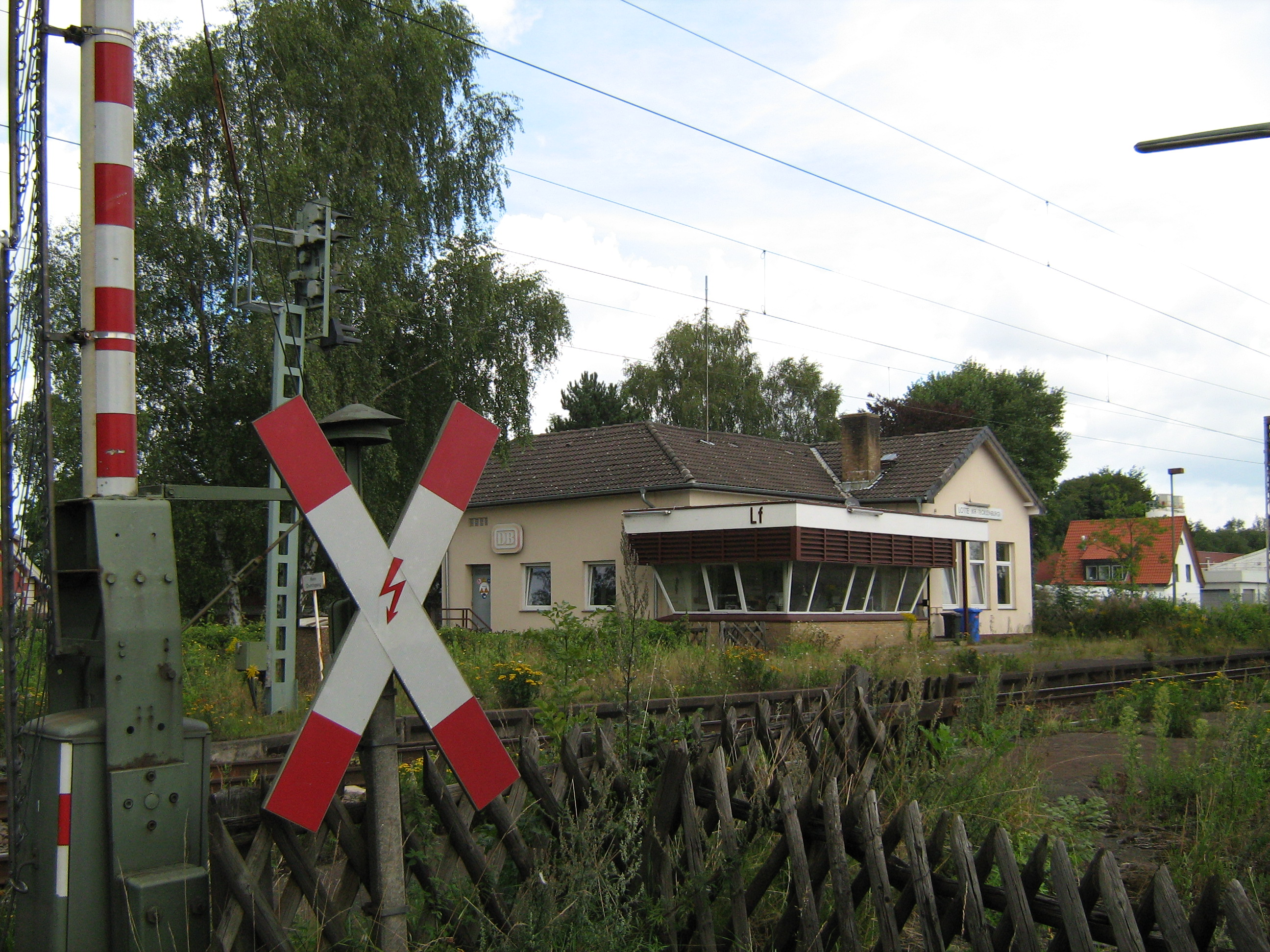
Ehemaliger Bahnhof Lotte

An der Kreuzung der KBS 375 mit der Landstraße L597 liegt der ehemalige Bahnhof Lotte. Seit den frühen 1990er halten hier jedoch keine Züge mehr. Da der Bahnhof in der Mitte zwischen den beiden Ortsteilen Lotte und Wersen liegt und die Entfernung nach Lotte ca. zwei Kilometer und nach Wersen etwa drei Kilometer beträgt konnte das Angebot der Bahn sich nicht gegen die häufiger verkehrenden Linienbusse durchsetzen. In dem Gutachten Stadtbahn für die Region Osnabrück wird vorgeschlagen, einen neuen Bahnhof an der Hauptstrecke Kbs. 375 Osnabrück–Rheine einzurichten. Dieser sollte sich dichter am Lotter Ortskern, an der Kreuzung zur Cappelner Straße befinden. Konkrete Planungen existieren hierzu aber nicht.

### Bahnhof Velpe
Ebenfalls an der Kbs. 375 Osnabrück–Rheine befand sich bis in die 1990er Jahre im Westerkappelner Ortsteil Hambüren/Velpe ein Bahnhof. Hier gibt es konkrete Pläne und Überlegungen zur Reaktivierung. Im alten Bereich des Bahnhofes ist die Einrichtung eines neuen Haltepunktes nicht möglich, da dieser aus heutiger Sicht nicht mehr den Sicherheitsrichtlinien genügt. Aufgrund von Platzmangel für ein Überholgleis und die enge Hauptgleisführung ist laut einer Machbarkeitsstudie eine Reaktivierung an diesem Standort nicht möglich.
Zwei Standorte befinden sich derzeit im Fokus der Planungen. Dabei handelt es sich um Standorte westlich des Bahnübergangs an der Tecklenburger Straße. Die erste Option sieht einen Haltepunkte im Bereich Sommerkamp vor. Die zweite Option ist die Schließung der Bahnunterführung in Velpe und die Umfunktionierung als Fußgängertunnel. In diesem Fall würde sich der Haltepunkt im Bereich Hollesch befinden.